# Vlădești (okręg Vâlcea)
Vlădești – wieś w Rumunii, w okręgu Vâlcea, w gminie Vlădești. W 2011 roku liczyła 1547 mieszkańców.